# Barbus ansorgii
Barbus ansorgii е вид лъчеперка от семейство Шаранови (Cyprinidae). Видът не е застрашен от изчезване.

## Разпространение
Разпространен е в Ангола.

## Описание
На дължина достигат до 8,2 cm.